# Niphon spinosus
Niphon spinosus ist ein Meeresfisch aus der Ordnung der Barschartigen (Perciformes), der im westlichen Pazifik an den Küsten Japans, Koreas, Chinas und der Philippinen in Felsriffen und über felsigem Grund in Tiefen von 100 bis 200 Metern vorkommt.

## Merkmale
Niphon spinosus ist von typischer Barschgestalt, hat einen langgestreckten, seitlich abgeflachten Körper, wird etwa einen Meter lang und erreicht ein Maximalgewicht von 11 kg. Die Standardlänge beträgt das 2,9- bis 4,2-fache der Körperhöhe und das 2,5- bis 2,8-fache der Kopflänge. Das Profil des großen Kopfes ist gerade, der Bereich zwischen den Augen leicht konvex. Der Kiemendeckel trägt drei starke Stacheln. Sein oberer Rand ist konvex. Das Praeoperculare ist eckig, der hintere Rand gesägt, mit einem großen nach hinten gerichtete Dorn und einigen kleineren darunter. Vordere und hintere Nasenöffnungen stehen dicht beieinander, die hinteren sind schmale Schlitze. Das Maul ist groß, mit einem vorstehenden Unterkiefer. Kiefer, Pflugscharbein (Vomer) und Gaumenbein (Os palatinum) sind bezahnt, die Zunge ist unbezahnt. Die Kiemenrechen sind lang und dünn. 
- Flossenformel: Dorsale XIII/10–11, Pectorale 15–17, Anale III/6–8, Caudale 7/8.
- Schuppenformel: mLR 140–163, SL 84–93.

Die Rückenflosse hat eine tiefe Lücke vor dem letzten Flossenstachel, der viel länger als der zwölfte Stachel ist. Am längsten ist der vierte Stachel, der auch länger als alle Weichstrahlen des zweiten Rückenflossenabschnitts ist. Brust- und Bauchflossen sind in etwa gleich lang. Die Schuppen sind klein und rau.
Niphon spinosus ist braungrau gefärbt, die Flossen sind dunkler. Jungfische sind silbrig und zeigen ein dunkles Band, das sich von der Schnauzenspitze durch das Auge bis zum oberen Abschnitt des Schwanzstiels erstreckt und darüber ein zweites, das von der Schnauzenspitze über die Kopfoberseite über den Rücken bis zum vorderen Hälfte der zweiten, weichstrahligen Rückenflosse reicht. Das obere und das untere Drittel der Schwanzflosse sind dunkel, der mittlere Abschnitt und die Enden der leicht eingebuchteten Schwanzflosse weiß.

## Systematik

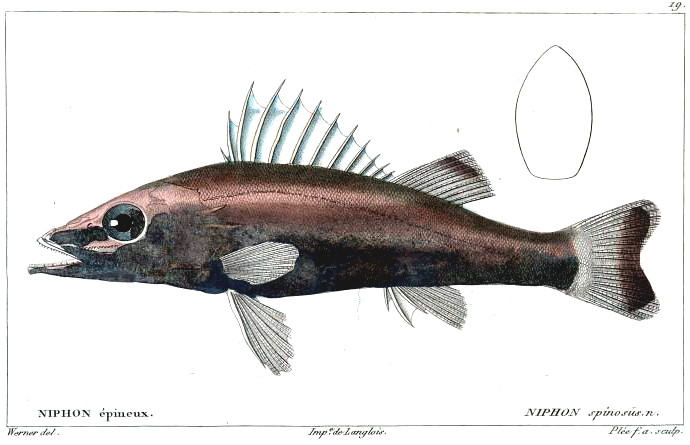
Zeichnung aus der Erstbeschreibung

Niphon spinosus wurde 1828 durch den französischen Naturforscher Georges Cuvier beschrieben und ist die einzige Art der damit monotypischen Gattung Niphon. Der Fisch hat eine lange Geschichte unterschiedlicher systematischer Zuordnung hinter sich und wurde schon den Dorschbarschen (Percichthyidae), den Centropomidae und zuletzt, in einem monotypischen Tribus Niphonini, den Zackenbarschen (Epinephelinae) zugeordnet. 
Betancur-R. und Mitarbeiter stellen den Barsch in der zweiten Version ihrer Revision der Knochenfischsystematik vom November 2013 in eine eigenständige, monotypische Familie, die Niphonidae, nachdem W. L. Smith und Kollegen schon 2007 festgestellt hatten, das Niphon spinosus näher mit den Echten Barschen (Percidae) als mit Zacken- und Sägebarschen (Serranidae) verwandt ist.